# Гардиновец
Гардиновец је насељено место у саставу општине Белица у Међимурској жупанији, Хрватска. До територијалне реорганизације у Хрватској налазио се у саставу старе општине Чаковец.

## Становништво
На попису становништва 2011. године, Гардиновец је имао 898 становника.

## Попис1991.
На попису становништва 1991. године, насељено место Гардиновец је имало 1.137 становника, следећег националног састава:
| Попис 1991.‍   | Попис 1991.‍  | Попис 1991.‍ | Попис 1991.‍ | Попис 1991.‍ |
| ------------- | ------------ | ----------- | ----------- | ----------- |
|               |              |             |             |             |
| Хрвати        | Хрвати       |             | 1.095       | 96,30%      |
| Срби          | Срби         |             | 3           | 0,26%       |
| Словенци      | Словенци     |             | 2           | 0,17%       |
| Југословени   | Југословени  |             | 1           | 0,08%       |
| неопредељени  | неопредељени |             | 8           | 0,70%       |
| регион. опр.  | регион. опр. |             | 2           | 0,17%       |
| непознато     | непознато    |             | 26          | 2,28%       |
| укупно: 1.137 |              |             |             |             |